# Allegra Lusini
Allegra Lusini (Roma, 3 agosto 1973) è una cantautrice, musicista e produttrice discografica italiana.

## Biografia
Figlia del musicista Mauro Lusini, inizia una formazione classica, studiando pianoforte.
A 13 anni comincia a scrivere le sue prime canzoni e ad esibirsi con gruppi rock nelle scuole e nei locali romani. Nel 1998 si trasferisce a Londra dove ha la possibilità di lavorare con alcuni musicisti dell'avanguardia londinese e di esibirsi in alcune manifestazioni musicali locali.
Nel 1998 partecipa a Sanremo Giovani con il brano da lei scritto Devi stare attenta e poi al Festival di Sanremo 1999, dove canta un'altra sua composizione, Puoi fidarti di me, piazzandosi al nono posto. Nello stesso anno pubblica per la Universal Music Group il suo primo album Al di là del bene e del male.
Nel 2004 pubblica, per le edizioni musicali Amarcord, il suo secondo album, dal titolo Su ciò che ero. Nello stesso anno partecipa al Festival di Recanati. Segue un periodo di concerti in Italia ed Europa.
Nel 2006 viene pubblicato per Rai Trade l'album Noire, un disco interamente strumentale. Nel giugno del 2007 esce, sempre per Amarcord, il terzo disco Pagana. Nel settembre 2008 esce il quarto disco intitolato Amoreopatica.
Per Rai Trade scrive sigle e sottofondi musicali di trasmissioni Rai quali Uno Mattina. Nel luglio del 2009 Allegra è l'autrice della colonna sonora dei mondiali di nuoto che si tengono a Roma, inoltre sempre nello stesso mese collabora con il noto programma Linea Verde in onda su Rai Uno componendo la nuova sigla.
Ad agosto 2010 firma la sigla degli Campionati europei di nuoto che si tengono a Bucarest e (sempre nel 2010) crea, insieme al Dj Daniele Mastracci, un nuovo gruppo, gli AD. L'anima Rock di Allegra unita al beat di Daniele hanno dato vita ad un progetto musicale unico in Italia. I ritmi serrati e le suggestioni vocali si intrecciano dando vita ad un genere musicale innovativo. Nel 2012 esce il loro primo album SYNTHETIKO, prodotto dalla Amarcord e Rai edizioni musicali. Inaspettatamente questo album li porta a scalare le classifiche straniere ottenendo un grande successo in Francia e in Svizzera dove il gruppo si esibisce più volte.
Nel 2013 diventa la direttrice artistica dell'etichetta discografica Amarcord, per la quale sarà anche produttrice musicale. Nel 2014 pubblica per Amarcord il suo nuovo singolo Two Faces e Hanging On, una cover degli Active Child, già portato al successo nel 2012 da Ellie Goulding.
Nel 2017 pubblica con Amarcord un EP, Tulumne, a cui segue l'album Crystallum. Il disco è stato segnalato da riviste specializzate come NME e Q, che lo portano subito all'attenzione ("un universo musicale immaginario articolato", scrive il magazine musicale Rockit).

## Discografia
- 1999 - Al di la del bene e del male (Universal Music Group)
- 2004 - Su ciò che ero (Amarcord Records)
- 2006 - Noire (Rai Edizioni Musicali)
- 2007 - Pagana (Amarcord Records)
- 2008 - Amoreopatica (Amarcord Records)
- 2012 - Synthetiko (Amarcord Records, Rai Edizioni Musicali)
- 2017 - Crystallum (Amarcord Records)
- 2020 - The Dark Queen (Amarcord Records)
- 2024 - Dark Creatures (Amarcord Records)